# Jordi Maragall
Jordi Maragall Noble (Barcelona, 27 de enero de 1911-26 de mayo de 1999) fue un abogado y político español, senador por la provincia de Barcelona entre 1986 y 1989.

## Biografía
Nació el 27 de enero de 1911 en Barcelona, decimotercer hijo del poeta e intelectual Joan Maragall y de su esposa, la británica Clara Noble. 
Estudió Derecho y Filosofía y Letras en la Universidad de Barcelona, donde fue discípulo de Jaime Serra Húnter, Joaquín Xirau Palau y Joaquim Mirabent y recibió la influencia de José Ortega y Gasset, Xavier Zubiri o Francisco de Cossío.
Fue profesor asistente en la Escuela de Giner de los Ríos entre 1932 y 1939. Escribió para el diario Avui, L'Avenç, Serra d'Or, El Ciervo, La Vanguardia y El País, entre otros. 
De 1981 a 1985 fue secretario del Ateneo Barcelonés y de 1985 a 1989 fue presidente.
Fue padre de los políticos Pasqual Maragall, presidente de la Generalidad de Cataluña y alcalde de Barcelona, y de Ernest Maragall, consejero de Educación y de Exteriores de la Generalidad de Cataluña.
En 1987 fue galardonado con la Creu de Sant Jordi. Murió el 26 de mayo de 1999 en Barcelona.

## Actividad política
En 1978 fue nombrado director general de Cultura de la Generalidad de Cataluña, cargo que ocupó hasta 1980. 
Su compromiso político le tuvo con el Partido Socialista de Cataluña. Representando esta formación, fue senador durante quince años, entre 1982 y 1997.